# Gennady Yevriuzhikin
Gennady Yevriuzhikin (Kazan, 4 de fevereiro de 1944 – Kazan, 15 de março de 1998) foi um futebolista soviético que ficou conhecido após ganhar a medalha de bronze nos Jogos Olímpicos de Verão de 1972, em Munique.

## Carreira
Yevrizhikin fez parte do elenco da Seleção Soviética na Eurocopa de 1968, na Copa do Mundo de 1970 e nas Olimpíadas de 1972.

## Títulos
- Campeonato Soviético: 1976.
- Copa da União Soviética: 1967, 1970.
- Bronze Olímpico: 1972.[3]